# Pinus glabra
Pinus glabra är en tallväxtart som beskrevs av Thomas Walter. Pinus glabra ingår i släktet tallar, och familjen tallväxter. IUCN kategoriserar arten globalt som livskraftig. Inga underarter finns listade i Catalogue of Life.

## Bildgalleri

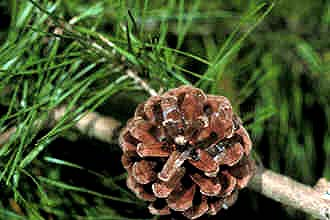
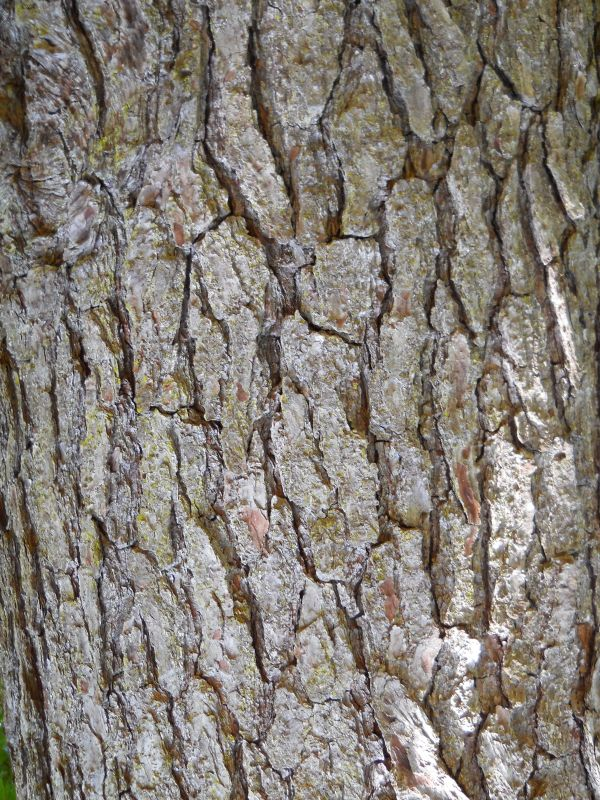
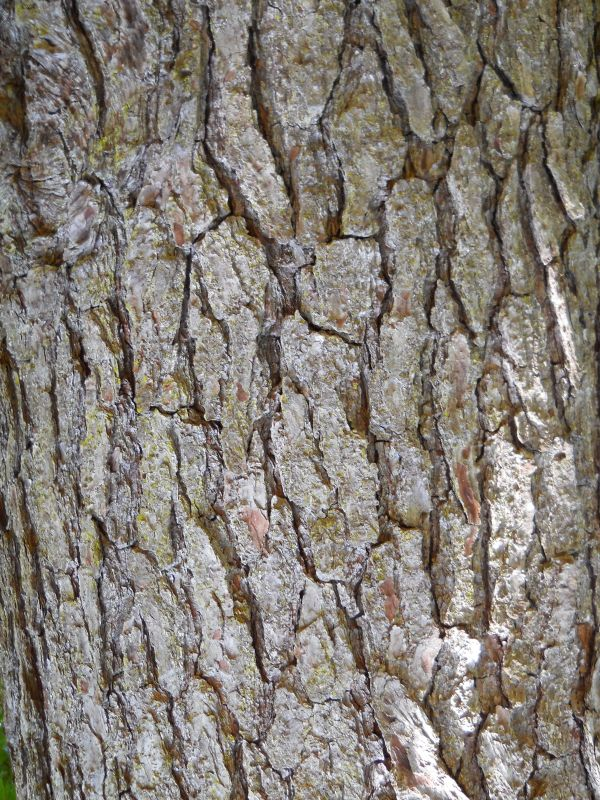